# Louise Ellerbæk
Louise Ellerbæk (Silkeborg, 16 aprile 1969) è una cantante e produttrice televisiva danese.

## Biografia
Louise Ellerbæk ha iniziato la sua carriera musicale negli anni '90 cantando nel gruppo Baby Miss Julia, ma ha iniziato a godere di successo commerciale all'inizio del decennio successivo quando ha pubblicato il suo album di debutto Hvordan mon du har det. Il singolo omonimo ha raggiunto la 9ª posizione della classifica danese. Nel 2001 è stata inoltre giudice alla prima edizione del talent show di TV2 Popstars. Parallelamente lavora come produttrice televisiva a partire dal 1993, realizzando serie e reality show per la televisione nazionale.

## Discografia

### Album in studio
- 2001 – Hvordan mon du har det

### Singoli
- 2001 – Ingen kan erstatte dig
- 2001 – Hvordan mon du har det
- 2001 – Kun et døgn
- 2002 – Hold fast om mig